# Салганский район
Салга́нский район — упразднённая административно-территориальная единица в составе Горьковского края, Горьковской и Арзамасской областей, существовавшая в 1935—1963 годах. Центр — село Салганы.
Салганский район был образован в январе 1935 года в составе Горьковского края.
В состав района вошли следующие территории:
- из Большеболдинского района: Александровский 2-й, Лукьяновский с/с
- из Гагинского района: Абаимский, Александровский 1-й, Кечасовский, Китовский, Салганский с/с
- из Теплостанского района: Болховский, Васильевский с/с.

В январе 1944 года из части Салганского с/с образован Маресевский с/с.
В июле 1953 года Александровский 2-й с/с был переименован в Родионовский.
В январе 1954 года Салганский район отошёл к Арзамасской области.
В июне 1954 года Лукьяновский с/с был присоединён к Китовскому, Абаимовский — к Кечасовскому, Болховский — к Васильевскому, Маресевский — к Салганскому.
В апреле 1957 года Салганский район был возвращён в Горьковскую область.
В апреле 1963 года Салганский район был упразднён, а его территория передана в Сергачский район.